# Бернар д’Арманьяк-Пардиак
Берна́р VIII д’Арманьяк (фр. Bernard VIII d'Armagnac; 26 марта 1400 — между 1455 и 1462) — граф де Пардиак, виконт де Карла и де Мюра, позже — граф и пэр де Ла Марш и граф де Кастр, младший сын коннетабля Бернара VII (1363—1418), графа д’Арманьяка, де Фезансака, де Родеза и де Пардиака, и Бонны де Берри (1362/1365—1435).

## Биография
В свой первый военный поход выступил в 1415 году, когда под началом Лионского сенешаля Имбера де Гросле в течение трёх лет вёл упорную борьбу против Эракля де Рошбарона, разорявшего Овернь, в попытках подчинить её своему сюзерену — герцогу Жану Бесстрашному.
Продолжил военную службу в 1419 году под знамёнами дофина Карла.
С 1423 года, после раздела с братом, Жаном IV, графом д’Арманьяком, наследства отца, стал именоваться графом де Пардиаком, виконтом де Карла и де Мюра. В том же году Карл VII назначил его своим наместником и командующим войсками в бальяже Масон, сенешальстве Леон и землях Шароле.
В 1424 году Бернар д’Арманьяк получил от тестя, Жака де Бурбона, графа де Ла Марша, полномочия его наместника в графстве Ла Марш. 17 июля 1432 года тесть передал ему полномочия на все земли и сеньории, которыми он владел во Франции.
18 июня 1429 году он участвовал в сражении при Пате рядом с Жанной д’Арк.
Король Карл VII назначил его губернатором Лимузена (1441) и, как принято считать, наместником в Лангедоке и Руссильоне (1461), если, конечно, к этому времени он был ещё жив.
Многие хронисты того времени подчеркивали его безукоризненные добродетели, благодаря которым король выбрал его в воспитатели своего старшего сына, дофина Людовика. А если учесть характер будущего Людовика XI, «это было потруднее, чем драться с англичанами».
Точная дата смерти Бернара д’Арманьяка не известна. Называются даты от апреля 1455 года (Летописи Кастра) до 1462 года (отец Ансельм).

## Герцогство Немур
Его часто именуют герцогом де Немуром, но это не совсем корректно. Действительно, 13 августа 1446 года Парижский парламент признал законным иск Бернара де Ла Марша и его жены, Элеоноры де Бурбон, предъявленный ими наследникам Бланки, королевы Наварры. Но это ничего не изменило. Хотя Бернар и Элеонора и получали присуждённые им деньги с земель, входящих в герцогство, король Арагона Хуан II (вдовец Бланки) и их сын (Карлос, принц Вианский) продолжали к титулу короля Наварры добавлять титул герцога де Немура. А во Франции герцогство считалось принадлежащим короне.
Только в 1461 году король Людовик XI передал герцогство Жаку, сыну Бернара.

## Семья и дети
25 июля 1424 году он обручился, а в 1429 году женился на Элеоноре де Бурбон (1412—1464), дочери Жака де Бурбона (1370—1438), графа де Ла Марша и де Кастра, титулярного короля Сицилии, Иерусалима и Венгрии, и его первой жены, Беатрисы д’Эврё-Наваррской (1392 — ок. 1415), дочери Карла III, короля Наварры. От этого брака родились:
- Жак д’Арманьяк (1433—1477), герцог де Немур.
- Жан д’Арманьяк (1440—1493 Рим), епископ Кастра и аббат Орильяка. За участие в делах своего брата, был привлечен к его процессу, но бежал в Рим. Во Франции был объявлен изгнанником. Несмотря на уговоры и угрозы не отказался от епархии. После смерти короля Людовика XI вернулся во Францию и получил грамоты, отменяющие его изгнание и восстанавливающие его во всех владениях и епархиях. До 1486 года вёл борьбу за графство Кастр с Бофилем де Жюжем, которому оно досталось после конфискации, как через суд, так и вооруженным путём. У него были побочные дети:
  - Жером, бастард д’Арманьяк (ум. после 1536),
  - Бернар, бастард де Кастр.
- Бонна д’Арманьяк (ок. 1435 — 3 января 1462), монахиня монастыря Сен-Клер в Лезиньяне, почитается как блаженная (26 октября).